# Dom leśniczego i ogrodnika w Michałkowicach
Dom leśniczego i ogrodnika – neogotycki budynek w formie małego zamku z okrągłą wieżą, zlokalizowany w Michałkowicach – dzielnicy Siemianowic Śląskich, przy ulicy Oświęcimskiej 7, w parku Górnik. Dom został wpisany do rejestru zabytków dnia 5 listopada 1988 (nr rej.: A/1419/24).
Budynek został zaprojektowany przez Louisa Damego w 1906 roku dla spółki akcyjnej Zakłady Hohenlohe, z przeznaczeniem na dom mieszkalny dla leśniczego i ogrodnika terenów należących do przedsiębiorstwa (oprócz Michałkowic do spółki należały także tereny na obszarze Bytkowa i przede wszystkim rozległe lasy w Brynowie). Wewnątrz zaprojektowano dwa mieszkania, a w wieży umieszczono klatkę schodową. Po II wojnie światowej wnętrza przebudowano, zwiększając liczbę mieszkań do sześciu. W pobliżu zbudowano szklarnie nawiązujące do architektury Bliskiego Wschodu (obecnie nieistniejące).
Kilkadziesiąt metrów na południe przebiegał tor kolei wąskotorowej w kierunku bocznic KWK „Michał” oraz Zakładu Przeróbczego Haldex (obecnie rozebrany).